# Маслова, Эльвира Михайловна
Эльви́ра Миха́йловна Ма́слова (род. 28 августа 1938) — советский и российский художник-мультипликатор, Заслуженный художник РСФСР (1987). Член Союза кинематографистов Российской Федерации.

## Биография
С 1954 года по 1959 училась в Московском художественном училище «Памяти 1905 года».

В 1961 году окончила двухгодичные курсы художников-мультипликаторов при киностудии «Союзмультфильм» (1959—61 гг.).

С 1961 года по 1997 год работала на «Союзмультфильме» художником-мультипликатором. Работала в рисованной мультипликации. Участвовала в создании более ста мультипликационных фильмов.
Преподаёт во ВГИКе. Принимала участие в работе студии «Мастер-фильм», консультируя молодых художников.
Член Общероссийской общественной организации «Союз кинематографистов Российской Федерации».
- Заслуженный художник РСФСР (24 апреля 1987 года)[5]

Приказом Министерства культуры РФ от 02.12.2011 «О награждении ведомственными наградами Министерства культуры Российской Федерации» награждена Почётной грамотой Министерства культуры Российской Федерации.
Лауреат премии «Икар» в номинации «Мастер» (2022).

## Фильмография
1. 1962 — «История одного преступления»
2. 1963 — «Беги, ручеёк»
3. 1963 — «Три толстяка»
4. 1963 — «Следопыт»
5. 1964 — «Ситцевая улица»
6. 1964 — «Топтыжка»
7. 1965 — «Ваше здоровье!»
8. 1965 — «Здравствуй, атом!»
9. 1965 — «Приключения запятой и точки»
10. 1965 — «Рикки-Тикки-Тави»
11. 1965 — «Светлячок № 6»
12. 1966 — «Жёлтик»
13. 1966 — «Светлячок № 7 (Следопыт)»
14. 1966 — «Сегодня день рождения»
15. 1966 — «Происхождение вида»
16. 1967 — «Зеркальце»
17. 1967 — «Песенка мышонка»
18. 1967 — «Слоненок»
19. 1967 — «Четверо с одного двора»
20. 1967 — «Шпионские страсти»
21. 1968 — «Русалочка»
22. 1968 — «Самый большой друг»
23. 1969 — «Бременские музыканты»
24. 1969 — «Дед Мороз и лето»
25. 1969 — «Капризная принцесса»
26. 1969 — «Что такое хорошо и что такое плохо»
27. 1970 — «Весёлая карусель № 2. Небылицы»
28. 1970 — «Внимание! Волки!»
29. 1970 — «Катерок»
30. 1971 — «Винни-Пух идёт в гости»
31. 1971 — «Старая игрушка»
32. 1972 — «Винни-Пух и день забот»
33. 1972 — «В тридесятом веке»
34. 1972 — «Русские напевы»
35. 1973 — «Мы с Джеком»
36. 1973 — «Песня о дружбе»
37. 1973 — «Только для взрослых (выпуск 2)»
38. 1974 — «Как Львёнок и Черепаха пели песню»
39. 1975 — «В порту»
40. 1975 — «Как верблюжонок и ослик в школу ходили»
41. 1975 — «Необычный друг»
42. 1975 — «Радуга»
43. 1975 — «Уроки наших предков»
44. 1975 — «Фантик (Первобытная история)»
45. 1975 — «Я вспоминаю…»
46. 1976 — «Голубой щенок»
47. 1976 — «Детский альбом»
48. 1976 — «Земля моя»
49. 1976 — «Переменка № 1»
50. 1976 — «Просто так»
51. 1976 — «Чуридило»
52. 1977 — «Бобик в гостях у Барбоса»
53. 1977 — «Наш добрый мастер»
54. 1978 — «Горный мастер»
55. 1978 — «И смех и грех»
56. 1978 — «Ограбление по…»
57. 1978 — «Трое из Простоквашино»
58. 1979 — «Летучий корабль»
59. 1979 — «Новый Аладдин»
60. 1979 — «Переменка № 2»
61. 1979 — «Салют, Олимпиада!»
62. 1980 — «Баба-Яга против! (выпуск 1)»
63. 1980 — «Баба-Яга против! (выпуск 2)»
64. 1980 — «Камаринская»
65. 1980 — «Каникулы в Простоквашино»
66. 1981 — «Однажды утром»
67. 1981 — «Пёс в сапогах»
68. 1981 — «Приключения Васи Куролесова»
69. 1982 — «Волшебное лекарство»
70. 1982 — «Жил-был пёс»
71. 1982 — «Последняя охота»
72. 1982 — «Прежде мы были птицами»
73. 1983 — «Весёлая карусель № 15. Всё для всех»
74. 1983 — «Замок лгунов»
75. 1983 — «О, море, море!..»
76. 1983 — «От двух до пяти»
77. 1983 — «Путь в вечность»
78. 1983 — «Снегирь»
79. 1984 — «Зима в Простоквашино»
80. 1984 — «Картинки с выставки»
81. 1984 — «Охотник до сказок»
82. 1985 — «Мистер Уксус и миссис Уксус»
83. 1985 — «Мы с Шерлоком Холмсом»
84. 1985 — «Про Сидорова Вову»
85. 1985 — «Танцы кукол»
86. 1986 — Название неизвестно
87. 1986 — «Весёлая карусель № 17. Состязание»
88. 1986 — «Мальчик как мальчик»
89. 1986 — «Приключения пингвинёнка Лоло (фильм 1)»
90. 1987 — «Мартынко»
91. 1987 — «Приключения пингвинёнка Лоло (фильм 2)»
92. 1987 — «Приключения пингвинёнка Лоло (фильм 3)»
93. 1988 — «Весёлая карусель № 19. Загадка»
94. 1988 — «Кот и клоун»
95. 1988 — «Кот, который умел петь»
96. 1988 — «Мария, Мирабела в Транзистории»
97. 1988 — «Ограбление по… (новая редакция)»
98. 1989 — «Ай-ай-ай»
99. 1989 — «Сегодня в нашем городе»
100. 1989 — «Мико — сын Павловой»
101. 1989 — «Стереотипы»
102. 1990 — «Весёлая карусель № 21. Однажды»
103. 1990 — «Кважды ква»
104. 1990 — «Когда-то давно…»
105. 1990 — «Крылатый, мохнатый, масляный»
106. 1990 — «Невиданная, неслыханная»
107. 1990 — «Приключения кузнечика Кузи (история первая)»
108. 1991 — «Мисс Новый Год»
109. 1992 — «Великая битва слона с китом»
110. 1993 — «Гномы и горный король»
111. 1993 — «Шут Балакирев»
112. 1994 — «Фантазёры из деревни Угоры»
113. 1995 — «Весёлая карусель № 29. Сказка про дурака Володю»
114. 1996 — «Весёлая карусель № 30. Тайна»